# 朝里樹
朝里 樹（あさざと いつき、1990年4月18日 - ）は、日本の作家・怪異妖怪愛好家。北海道小樽市出身。男性。「スーパー在野人」と称される。

## 経歴・人物
法政大学文学部卒業。大学時代の専攻は日本文学であった。公務員として勤務する傍ら、在野で怪異・妖怪に関する情報の収集・研究を行う。
同人出版していた『日本現代怪異事典』が人気を博し、笠間書院編集者より出版を打診され商業出版された。

## 作品リスト

### 単著

#### 事典
- 『日本現代怪異事典』笠間書院 2018年1月17日発売 ISBN 978-4-305-70859-5
- 『日本現代怪異事典 副読本』笠間書院 2019年7月1日発売 ISBN 978-4-305-70878-6
- 『歴史人物怪異談事典』幻冬舎 2019年10月19日発売 ISBN 978-4-344-99263-4
- 『世界現代怪異事典』笠間書院 2020年6月22日発売 ISBN 978-4-305-70925-7
- 『山の怪異大事典』宝島社 2021年6月11日発売 ISBN 978-4-299-01216-6
- 『日本怪異妖怪事典 北海道』笠間書院 2021年6月18日発売 ISBN 978-4-305-70941-7
- 『21世紀日本怪異ガイド100』星海社 2021年7月23日発売 ISBN 978-4-065-24328-2
- 『創作怪異怪物事典』笠間書院 2022年6月27日発売予定 ISBN 978-4-305-70963-9
- 『日本の妖怪伝説大事典』新星出版社 2022年7月4日発売 ISBN 978-4-405-07354-8
- 『続・日本現代怪異事典』笠間書院 2023年6月23日発売 ISBN 978-4-305-70983-7
- 『日本怪異幽霊事典』笠間書院 2024年6月27日発売 ISBN 978-4-305-71015-4
- 『おきなわのマジムンず!』（イラスト：ショルダー肩美）ボーダーインク 2024年7月8日発売 ISBN 978-4-899-82466-4
- 『プロの小説家が教える クリエイターのための日本怪異図鑑』（共著：秀島迅）日本文芸社 2024年9月20日発売 ISBN 978-4-537-22238-8
- 『ファンタジー怪異怪物妖精事典』笠間書院 2025年6月24日発売 ISBN 978-4-305-71047-5
- 『世界猟奇殺人者事典』玄光社 2025年7月23日発売 ISBN 978-4-768-31914-7

#### 小説
- 『放課後ゆ〜れい部の事件ファイル』集英社（集英社みらい文庫） 全3巻
  1. 『放課後ゆ〜れい部の事件ファイル たったふたりのヒミツのクラブ』2021年2月26日発売 ISBN 978-4-08-321625-1
  2. 『放課後ゆ〜れい部の事件ファイル ドッキドキの新入部員! 怒った霊に危機一髪!』2021年6月25日発売 ISBN 978-4-083-21652-7
  3. 『放課後ゆ〜れい部の事件ファイル ゆ〜れい部大ピンチ! 人をとじこめる呪いの本』2021年11月26日発売 ISBN 978-4-083-21686-2
- 『つい、見たくなる怪異な世界 不吉な噂、謎の呪文、怖い伝説……実際にあった49の話』三笠書房（王様文庫） 2021年6月1日発売 ISBN 978-4-837-96968-6

#### 翻訳
- 『玉藻前アンソロジー』文学通信 既刊2巻
玉藻前に纏わる古典作品の現代語訳を収録。
第2巻『生之巻』巻末では、第3巻にして完結巻『石之巻』の刊行も2023年8月予定で告知されているが、2025年現在発売には至っていない。
  1. 『玉藻前アンソロジー 殺之巻』2021年8月6日発売 ISBN 978-4-909-65859-3
『絵本三国妖婦伝』『玉藻の草子』『糸車九尾狐』『那須記』（巻四と巻五のみ）『殺生石』を収録。
  2. 『玉藻前アンソロジー 生之巻』2022年10月26日発売 ISBN 978-4-909-65883-8
『絵本玉藻譚』『絵本増補 玉藻前旭袂』『狐川今殺生石』『狐媚記』『神明鏡』『狂歌百物語』を収録。

### 監修
- 『日本のおかしな現代妖怪図鑑』幻冬舎 2018年8月23日発売 ISBN 978-4-344-97985-7
- 『大迫力! 日本の都市伝説大百科』西東社 2019年8月10日発売 ISBN 978-4-791-62807-0
- 『大迫力! 世界の都市伝説大百科』西東社 2020年7月3日発売 ISBN 978-4-791-62959-6
- 『日本の都市伝説大事典』新星出版社 2020年7月8日発売 ISBN 978-4-405-07314-2
- 『日本怪異伝説事典』（著：えいとえふ）笠間書院 2020年12月23日発売 ISBN 978-4-305-70934-9
- 『日本異界図典』ジー・ビー 2021年1月15日発売 ISBN 978-4-906-99398-7
- 『大迫力! 禁断の都市伝説大百科』西東社 2021年6月21日発売 ISBN 978-4-791-63045-5
- 『世界の都市伝説大事典』新星出版社 2021年6月26日発売 ISBN 978-4-405-07335-7
- 『1日1話、つい読みたくなる世界のミステリーと怪異366』徳間書店 2021年7月2日発売 ISBN 978-4-198-65308-8
- 『日本怪異妖怪事典 関東』（著：氷厘亭氷泉）笠間書院 2021年10月5日発売 ISBN 978-4-305-70947-9
- 『大迫力! 日本の鬼大百科』西東社 2021年11月16日発売 ISBN 978-4-791-63093-6
- 『世界怪異伝説事典』（著：えいとえふ）笠間書院 2021年12月22日発売 ISBN 978-4-305-70953-0
- 『日本怪異妖怪事典 東北』（著：寺西政洋、佐々木剛一、佐藤卓、戦狐）笠間書院 2022年4月27日発売 ISBN 978-4-305-70959-2
- 『都市伝説最恐バトル大図鑑』宝島社 2022年5月25日発売 ISBN 978-4-299-02973-7
- 『日本異類図典』ジー・ビー 2022年5月25日発売 ISBN 978-4-910-42818-5
- 『日本怪異妖怪事典 近畿』（著：御田鍬、木下昌美）笠間書院 2022年5月26日発売 ISBN 978-4-305-70961-5
- 『ムー認定! 最恐!! 都市伝説ビジュアル大事典』ワン・パブリッシング 2022年6月9日発売 ISBN 978-4-651-20227-3
- 『学校の怖い話 ビジュアル大図鑑』宝島社 2022年7月11日発売 ISBN 978-4-299-03109-9
- 『大迫力! NEO 伝説の武器・刀剣・防具大図鑑』西東社 2022年8月12日発売 ISBN 978-4-791-63115-5
- 『日本怪異妖怪事典 中部』（著：高橋郁丸、毛利恵太、怪作戦テラ）笠間書院 2022年8月26日発売 ISBN 978-4-305-70968-4
- 『大迫力! 戦慄の都市伝説大百科』西東社 2022年11月15日発売 ISBN 978-4-791-63151-3
- 『日本の怪異・妖怪大事典』（イラスト：さがわゆめこ）金の星社 2023年1月7日発売 ISBN 978-4-323-07514-3
  - 『ハンディ版 日本の怪異・妖怪大事典』（イラスト：さがわゆめこ）金の星社 2023年6月24日発売 ISBN 978-4-323-07515-0
- 『日本怪異妖怪事典 中国』（著：寺西政洋）笠間書院 2023年2月25日発売 ISBN 978-4-305-70979-0
- 『大迫力! 日本の地獄大百科』西東社 2023年3月13日発売 ISBN 978-4-791-63198-8
- 『日本怪異妖怪事典 四国』（著：毛利恵太）笠間書院 2023年4月26日発売 ISBN 978-4-305-70987-5
- 『創作のための呪術用語辞典』（著：えいとえふ）玄光社 2023年6月23日発売 ISBN 978-4-768-31784-6
- 『ムー認定! 最恐!! 日本の鬼と妖怪ビジュアル大事典』ワン・パブリッシング 2023年6月29日発売 ISBN 978-4-651-20335-5
- 『学校の怖い話 ビジュアル大図鑑 呪の巻』宝島社 2023年7月18日発売 ISBN 978-4-299-04473-0
- 『日本怪異妖怪事典 九州・沖縄』（著：闇の中のジェイ）笠間書院 2023年9月30日発売 ISBN 978-4-305-70991-2
- 『図解大事典 都市伝説』新星出版社 2023年11月2日発売 ISBN 978-4-405-07375-3
- 『大迫力! 異常存在SCP大百科』西東社 2023年11月6日発売 ISBN 978-4-791-63226-8
- 『大迫力! 異界の都市伝説大百科』西東社 2024年3月11日発売 ISBN 978-4-791-63283-1
- 『創作のための魔術＆錬金術用語辞典』（著：えいとえふ）玄光社 2024年6月24日発売 ISBN 978-4-768-31919-2
- 『ムー認定! 最恐!! 学校の怪談ビジュアル大事典』ワン・パブリッシング 2024年6月27日発売 ISBN 978-4-651-20443-7
- 『大迫力! 異常存在SCP大百科2』西東社 2024年7月11日発売 ISBN 978-4-791-63373-9
- 『大迫力! 終滅の都市伝説大百科』西東社 2024年11月15日発売 ISBN 978-4-791-63401-9
- 『大迫力! リアルフィギュア都市伝説大百科 Vol.1 迫り来る怪人たち』西東社 2024年11月15日発売 ISBN 978-4-79163-402-6
- 『妖怪ドリル 小学1年生 こくご』文響社 2025年2月21日発売 ISBN 978-4-86651-895-4
- 『妖怪ドリル 小学1年生 さんすう』文響社 2025年2月21日発売 ISBN 978-4-86651-894-7
- 『妖怪ドリル 小学2年生 国語』文響社 2025年2月21日発売 ISBN 978-4-86651-897-8
- 『妖怪ドリル 小学2年生 算数』文響社 2025年2月21日発売 ISBN 978-4-86651-896-1
- 『大迫力! 異常存在SCP大百科3』西東社 2025年4月24日発売 ISBN 978-4-7916-3430-9
- 『ムー認定! 都市伝説ビジュアル大事典 怪の巻』ワン・パブリッシング 2025年6月26日発売 ISBN 978-4-651-20529-8
- 『図解大事典 世界の都市伝説』新星出版社 2025年7月17日発売 ISBN 978-4-405-07401-9
- 『あなたも迷いこむ! 異世界の怖い話ビジュアル大図鑑』宝島社 2025年7月18日発売 ISBN 978-4-299-06954-2

### 寄稿
- 「図鑑が導く妖怪の世界」 - 『ユリイカ』2018年10月号（青土社）
- 「第七章 好きなものに取り憑かれて」 - 『在野研究ビギナーズ 勝手にはじめる研究生活』（荒木優太編著、明石書店、2019年9月）
- 「インタビュー」 - 『怪と幽』vol.005 2020年9月（KADOKAWA、2020年8月）